# Saint-Trivier-de-Courtes

Saint-Trivier-de-Courtes este o comună în departamentul Ain din estul Franței.